# Human. :II: Nature.
Human. :II: Nature. (stiliziran kot HVMAN.: ||: NATVRE.) je deveti studijski album finske simfonične metal skupine Nightwish, izdan 10. aprila 2020.

## Seznam pesmi

### CD 1
1. "Music" - 7:23
2. "Noise" - 5:40
3. "Shoemaker" - 5:19
4. "Harvest" - 5:13
5. "Pan" - 5:18
6. "How's the Heart?" - 5:02
7. "Procession" - 5:31
8. "Tribal" - 3:56
9. "Endlessness" - 7:11

### CD 2
1. "Vista" - 3:59
2. "The Blue" - 3:35
3. "The Green" - 4:42
4. "Moors" - 4:44

5# "Aurorae" - 2:07
1. "Quiet as the Snow"	4:05
2. "Anthropocene" - 3:05
3. "Ad Astra" - 4:41